# Robert Gates
Robert Michael Gates (Wichita, 25 settembre 1943) è un politico e militare statunitense, Segretario della Difesa degli Stati Uniti d'America dal 2006 al 2011 nelle amministrazioni Bush Jr. e Obama. In precedenza, Gates ha assunto diversi ruoli direttivi riguardanti la difesa e la sicurezza nazionale, come il ruolo di Direttore della CIA dal 1991 al 1993.
Gates ha ricoperto, sotto l'amministrazione di George W. Bush, il ruolo di ventiduesimo segretario della Difesa degli Stati Uniti, succedendo al dimissionario Donald Rumsfeld. Ha inoltre accettato di ricoprire lo stesso incarico nell'amministrazione guidata da Barack Obama. Dal 1º luglio 2011 è stato avvicendato da Leon Panetta, ritirandosi dall'attività di governo, come da lui stesso richiesto. Viene considerato un indipendente anche se molto vicino ai Repubblicani.
È stato direttore della CIA dal 6 novembre del 1991 al 20 gennaio del 1993, culmine di una carriera di 26 anni all'interno della struttura di spionaggio e in precedenza presso il National Security Council. È presidente della Texas A&M University, ed ha il ruolo di National President della National Eagle Scout Association.
È padre di due figli. In gioventù ha prestato servizio nello United States Air Force e ha combattuto la guerra del Vietnam.